# Crown of Creation
Crown of Creation (deutsch Krone der Schöpfung) ist das vierte Studioalbum der amerikanischen Psychedelic-Rock-Band Jefferson Airplane. Es erschien 1968.

## Entstehung
Als Jefferson Airplane im Februar 1968 ins Studio gingen, hatten sie noch kein fertiges musikalisches Konzept für ihr neues Album. Die Proben und Aufnahmen zogen sich daher lange hin, was zu einem Konflikt mit der Plattenfirma RCA führte. Die Band bezahlte schließlich die Benutzung des Studios aus eigener Tasche.
Als prominente Gastmusiker traten der Gitarrist und Sänger David Crosby von den Byrds, der Schlagzeuger Tim Davis von der Steve Miller Band und der Jazz-Schlagzeuger Bill Goodwin auf.

## Musik
Auf Crown of Creation ließen Jefferson Airplane die überlangen, komplex gegliederten Suiten mit Bläserarrangements und Mellotroneinsatz, die das Vorgängeralbum After Bathing at Baxter’s gekennzeichnet hatten, hinter sich und kehrten wieder zu einfacheren Songstrukturen und der klassischen Besetzung einer Rockband zurück. Einzige Ausnahme ist Chushingura: Die Komposition des Schlagzeugers Spencer Dryden ist eine atonale Soundcollage. Während Seite 1 vorwiegend Folk oder Folk-Rock bietet, ist Seite 2 stärker von dem heavy klingenden, elektrifizierten Acid Rock bestimmt, den die Band bei ihren Live-Konzerten entwickelt hatte.

## Texte
Das von Grace Slick geschriebene Eröffnungsstück Lather handelt von einem Dreißigjährigen, der sich weigert, dieses Alter als Ende der Jugend anzusehen.
Das einzige Lied der Platte, das nicht von einem Bandmitglied stammt, ist das von David Crosby geschriebene Triad. Es handelt von dem Vorschlag einer harmonischen, liebevollen Dreiecksbeziehung, ein Sujet, das den anderen Mitgliedern von Crosbys Band The Byrds zu kontrovers war.
Der Text des Titelstücks Crown of Creation besteht aus Zitaten aus dem 1955 erschienenen Zukunftsroman The Chrysalids von John Wyndham. Es ist der erste musikalische Niederschlag für die Science-Fiction-Begeisterung Paul Kantners, die sich später in seinem Solo-Album Blows Against the Empire oder in Liedern wie War Movie zeigte.

## Cover
Das Plattencover zeigt die Explosion einer Atombombe mit der typischen Pilzwolke, in die hinein zwei verschiedene Gruppenaufnahmen der Band montiert sind.

## Titelliste

### Seite 1
1. Lather (Grace Slick) – 2:57
2. In Time (Paul Kantner, Marty Balin) – 4:14
3. Triad (David Crosby) – 4:55
4. Star Track (Jorma Kaukonen) – 3:11
5. Share a Little Joke (Marty Balin) – 3:09
6. Chushingura (Spencer Dryden) – 1:20

### Seite 2
1. If You Feel (Marty Balin, Gary Blackman) – 3:21
2. Crown of Creation (Paul Kantner) – 2:54
3. Ice Cream Phoenix (Jorma Kaukonen, Charles Cockey) – 3:02
4. Greasy Heart (Slick) – 3:26
5. The House at Pooneil Corners (Paul Kantner, Marty Balin) – 5:54

## Rezeption
Das Album wurde von der Kritik zumeist recht positiv aufgenommen. Der Rezensent der Zeitschrift Sounds lobte die Platte als „sehr geschlossene, als Einheit klingende Angelegenheit“ und hob besonders den „mächtigen, kraftvollen Ton“ des Bassisten Jack Cassidy hervor. Auch Allmusic lobte den hohen Wiedererkennungswert von Cassidys Bass-Spiel und hob insbesondere das Schlussstück „The House at Pooneil Corners“ hervor:

“[It] seems to fire on all cylinders, their amps cranked up to ten (maybe 11 for Casady), and Balin, Slick, and Kantner stretching out on the disjointed yet oddly compelling tune and lyrics. It didn't work 100 percent, but it made for a shattering finish to the album.”

„Es scheint aus allen Rohren zu feuern, ihre Verstärker aufgedreht bis zehn (bei Cassidy vielleicht bis 11), und Balin, Slick und Kantner hangeln sich durch die unzusammenhängende, aber seltsam zwingende Melodie und den Text. Es hat nicht zu einhundert Prozent funktioniert, aber es ergab doch einen aufrüttelnden Abschluss des Albums.“

Der Rezensent gab vier von fünf möglichen Sternen.
Der Rolling Stone beurteilte die Platte kritischer: die Gruppe sei „gefangen in der Mitte zwischen Stilsicherheit und Selbststilisierung, und die Ergebnisse sind manchmal zweischneidig“.
Crown of Creation erreichte Platz 6 der amerikanischen Charts. Die ausgekoppelten Singles, Greasy Heart und Crown of Creation, erreichten die Plätze 64 und 98.